# 22-es busz (Kecskemét)
A kecskeméti 22-es jelzésű autóbusz a Vasútállomás és a Kecskeméti fürdő között közlekedik, Széchenyivároson keresztül. A viszonylatot a Kecskeméti Közlekedési Központ megrendelésére az Inter Tan-Ker Zrt. üzemelteti.

## Története
?-?: Széchenyiváros – Sport utca 

?-?: Noszlopy Gáspár park – Izsáki úti kórház
2008. március 1-jétől: Munkanapokon a Noszlopy Gáspár parkból 21.15 és 22.00 órakor induló járatok nem közlekednek.

## Útvonala
| Vasútállomás ► Széchenyiváros ► Árpádváros ► Vasútállomás |
| --- |
| Vasútállomás vá. – Kodály Zoltán tér – Bethlen körút – Budai út – Akadémia körút – Irinyi utca – Március 15. utca – Nyíri út – Széchenyi körút – Mária körút – Dózsa György út – Izsáki út – Sport utca – Csabay Géza körút – Nyíri út – Március 15. utca – Irinyi utca – Akadémia körút – Budai út – Bethlen körút – Kodály Zoltán tér – Vasútállomás vá. |

## Megállóhelyei
| 0  | Vasútállomás induló végállomás | |
| 2  | Kada Elek utca                 | 21, 32 |
| 4  | Budai kapu                     | 16, 21, 32, 169, 916 Helyközi buszok |
| 6  | Hőközpont                      | 21 |
| 7  | Irinyi utca                    | 4, 10, 12, 14, 14D, 34, 350 Helyközi buszok |
| 8  | Szent Család Plébánia          | 4, 10, 12, 14, 14D, 34, 350 |
| 9  | Kristály tér                   | 4, 12, 14, 14D, 34, 350 |
| 11 | Benkó-domb                     | 4, 12, 14, 14D, 34, 350 |
| 12 | SZTK                           | 3, 14D, 20, 20H, 21, 29, 34A, 350 Helyközi buszok                                                                                                |
| 13 | Nyíri úti kórház               | 3, 14D, 20, 20H, 21, 350 |
| 14 | Bányai Gimnázium               | 5, 14D, 21, 350 Helyközi buszok |
| 15 | Széchenyi körút                | 14D, 21 |
| 16 | Mária körút                    | 14D, 21 |
| 18 | Katona Gimnázium               | 1, 11, 11A, 15, 19 Helyközi buszok |
| 20 | Kodály Iskola                  | 1, 5, 11, 11A, 15, 19 Helyközi buszok S210 (Kecskemét-Máriaváros)                                                                                |
| 22 | Egyetem (GAMF)                 | 1, 5, 11, 11A, 15, 19 Helyközi buszok |
| 23 | Kecskeméti fürdő               | 5 |
| 24 | Gyógypedagógia                 | |
| 25 | Rendelőintézet                 | 3, 14D, 20, 20H, 21, 29, 34A Helyközi buszok |
| 27 | Benkó-domb                     | 4, 12, 14, 14D, 34 |
| 29 | Kristály tér                   | 4, 12, 14, 14D, 34 |
| 30 | Szent Család Plébánia          | 4, 10, 12, 14, 14D, 34 |
| 31 | Irinyi utca                    | 4, 10, 12, 14, 14D, 34 Helyközi buszok |
| 32 | Hőközpont                      | 21 |
| 34 | Budai kapu                     | 16, 21, 32, 169, 916 Helyközi buszok |
| 36 | Kada Elek utca                 | 21, 32 |
| 37 | Bethlen körút                  | 18, 20H, 23, 23A |
| 38 | Vasútállomás érkező végállomás | 1, 2D, 2S, 7, 7C, 12D, 15, 19, 21, 21D, 25, 32 Helyközi buszok Távolsági járatok S210 S220 sebesvonat, gyorsvonat, InterRégió, IC, expresszvonat |